# 典礼言語
典礼言語（てんれいげんご、英語: liturgical language, sacred language）とは、日常的には用いられず、宗教行為などでのみ用いられる言語のこと。その宗教の教典と不可分な関係にある。世界中の多くの宗教が、程度の差こそあれ、典礼言語を保有している。

## 概要
典礼言語が成立するに至ったいきさつは、
- その宗教が成立した当時の言語（教祖（が所属していた民族集団）が使っていた言語）がそのまま残存したもの。
- その宗教が広く普及した段階で優勢だった民族集団・国家の言語がそのまま残存したもの。
- 最初から宗教儀礼用の言語として日常の言語と差別化して生み出されたもの。
- 時代を経て文語と口語（俗語）のズレが大きくなったもの。

等、様々であり、一概には言えない。
ただし、いずれの場合にも、典礼言語は歴史的権威や非日常的感覚を付与する効果を生み出し、その宗教に一定の説得力を与えることに貢献している。

## 一覧
キリスト教
- ラテン語 - カトリック教会
- コイネー(カサレヴサ) - ギリシャ正教会ほか、ギリシャ系正教会(コンスタンティノープル大主教区、キプロス正教会等)
- 教会スラヴ語 - スラヴ系正教会の大半(ロシア正教会、ブルガリア正教会、セルビア正教会等)
- 古ジョージア語 - グルジア正教会
- シリア語 - シリアの非カルケドン派教会(シリア正教会等)、一部の東方典礼カトリック教会(マロン典礼カトリック教会等)
- 古典アルメニア語 - アルメニア使徒教会
- コプト語 - コプト正教会
- ゲエズ語 - エチオピア正教会、エリトリア正教会
- 文語日本語(漢文訓読体) - 日本正教会

ユダヤ教・イスラム教など
- 聖書ヘブライ語・サマリア語・アラム語 - ユダヤ教
- フスハー - イスラム教
- マンダ語 - マンダ教

イラン・インド系
- アヴェスター語 - ゾロアスター教
- サンスクリット - ヒンドゥー教、仏教等
- パーリ語 - 上座部仏教
- アルダマガーディー - シュヴェーターンバラ派
- ジャイナ教シャウラセーニー - ディガンバラ派

東アジア
- 漢文 - 中国仏教、日本仏教
- 文語日本語(漢文訓読体) - 日本仏教
- 中古日本語 - 神道